# 毛约什哈佐
毛约什哈佐，是匈牙利佩斯州所辖的一个村。总面积11.42平方公里，总人口1553，人口密度136.0人/平方公里（2011年1月1日）。